# Kathy Lucas
Kathy Lucas é uma diretora de arte americana. Como reconhecimento, foi nomeada ao Óscar 2019 na categoria de Melhor Direção de Arte por First Man (2018).